# Afrikai szilvafa
Az afrikai szilvafa (Prunus africana) a rózsafélék családjába tartozó évelő fatermetű örökzöld növény. Nevezik afrikai meggynek és egyszerűen afrikai szilvának is. 
Közép- és Délnyugat-Afrika hegységeiben honos (600-) 1000-2500 (-3000) m magasságban. Előfordul hegységekben, folyómenti erdőkben és magányosan füves részeken.

## Leírása

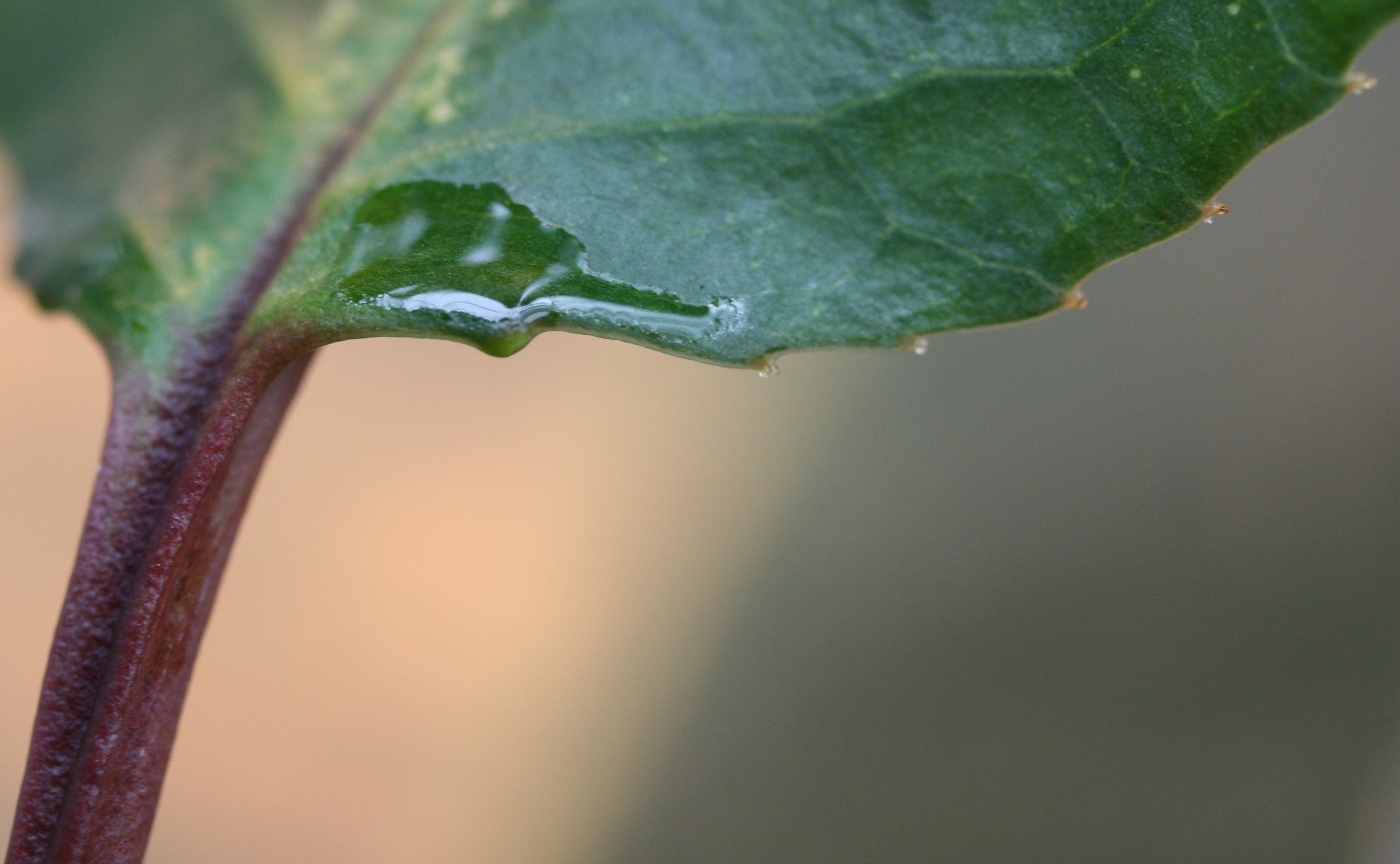
Extraflorális nektártatók a levél szélén.

Törzse sötétbarna színű, erősen barázdált. 40 m magasra is megnőhet. Levelei elliptikusak, 5–15 cm hosszúak, a színükön fényes sötétzöldek, a fonákon világosabbak; szélük finoman fogazott és 1-2 mirigyes pont van a fogak között, közel a levélalaphoz. A levélnyél 1–2 cm hosszú, bordázott, gyakran vöröses. Virágzata 7-15 virágból áll, hónalji csomókban nyílik. A virágok fehérek, kicsik, 10-20 porzószáluk van. Termése csonthéjas, legfeljebb 1,2 cm átmérőjű, megnyúlt vöröses barna vagy bíbor színű, nagyon keserű.

## Felhasználása
A népi gyógyászatban régóta felhasználják a kérgét. Afrikában a vizelés közben jelentkező fájdalmak, mellkasi fájdalmak, malária, láz, és gyulladások kezelésére alkalmazzák.
A kérgéből nyert kivonatokat a gyógyszeriparban jóindulatú prosztata megnagyobbodás kezelésére használt készítmények tartalmazzák.
Hazájában fáját különféle szerszámok nyelének készítésére is felhasználják.
Gyógyászati célú kitermelése miatt vált a faj veszélyeztetetté.
Az Európai Gyógyszerkönyvben és annak megfelelően a VIII. Magyar Gyógyszerkönyvben is szerepel drogja, ami a fa törzsének vagy ágának egész vagy aprított, szárított kérge (Pruni africanae cortex).

## Hatóanyagai
Hatóanyagai fitoszterinek  és észterszármazékaik, ferulasav-származékok (n-dokozanol és n-tetrakozanol), pentaciklikus triterpének (urzolsav és oleanolsav), valamint zsírsavak (főként palmitinsav).